# Liste der Botschafter der Vereinigten Staaten in Sambia

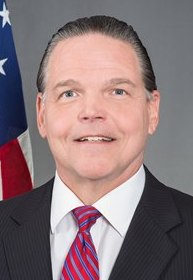
Daniel Lewis Foote, letzter US-Botschafter in Sambia

Die Liste der Botschafter der Vereinigten Staaten in Sambia bietet einen Überblick über die Leiter der US-amerikanischen diplomatischen Vertretung in Sambia seit der Aufnahme diplomatischer Beziehungen bis heute.
| Amtszeit  | Name                             | Anmerkung |
| --------- | -------------------------------- | --------- |
| 1965–1968 | Robert C. Good                   |           |
| 1969–1972 | Oliver L. Troxel                 |           |
| 1972–1976 | Jean M. Wilkowski                |           |
| 1976–1979 | Stephen Low                      |           |
| 1979–1982 | Frank Wisner                     |           |
| 1982–1984 | Nicholas Platt                   |           |
| 1985–1988 | Paul Julian Hare                 |           |
| 1988–1990 | Jeffrey Davidow                  |           |
| 1990–1993 | Gordon L. Streeb                 |           |
| 1993–1996 | Roland Karl Kuchel               |           |
| 1996–1999 | Arlene Render                    |           |
| 1999–2002 | David B. Dunn                    |           |
| 2002–2005 | Martin George Brennan            |           |
| 2005–2008 | Carmen Maria Martinez            |           |
| 2008–?    | Donald E. Booth                  |           |
| 2010–2013 | Mark C. Storella                 |           |
| 2014–2017 | Eric Schultz                     |           |
| 2017–2020 | Daniel Lewis Foote               |           |
| seit 2020 | Martin A Dale, Chargé d’Affaires |           |